# Victor von Gegerfelt
Carl Fredrik Victor von Gegerfelt (ur. 6 maja 1817 w Jönköping, zm. 13 marca 1915 w Torekov) – szwedzki architekt, wykładowca architektury Uniwersytetu Technologicznego Chalmers.
Był synem podpułkownika Georga von Gegerfelta i Gustawy Cecylii z d. Anckarsvärd. Jako piętnastolatek został zwerbowany do pułku artylerii, który stacjonował w Göteborgu.

Lata 1839–1841 spędził w Berlinie, gdzie studiował na Akademii Sztuk. W 1845, w stopniu podporucznika odszedł ze służby. Trzy lata później został członkiem komitetu na rzecz budowy szpitala Sahlgrenska. Koszty budowy nowego szpitala poszły w górę, a winą obarczono von Gegerfelta. W 1854 wyjechał z rodziną do Francji i wrócił do Göteborga dopiero po czterech latach.

W latach 1861–1864 był rzecznikiem Göteborgs museum, 1862–1876 sekretarzem Göteborgskiego Towarzystwa Sztuki. Był również nauczycielem w szkole rysunku oraz wykładowcą architektury Uniwersytetu Chalmers. Od 1872 do 1896 roku pełnił funkcję miejskiego architekta w Göteborgu.
W październiku 1843 ożenił się z Harriet Johanną Damm, córką kupca Christiana Wilhelma Damma. Para miała czworo dzieci, lecz tylko dwoje dożyło wieku dorosłego. Starszy syn, Wilhelm, był artystą malarzem.
Pochowany na cmentarzu Östra Kyrkogården w Göteborgu.

## Ważniejsze budynki
- Feskekôrka
- Göteborgs Hospital na wyspie Hisingen
- Instytut Chalmers
- lazarety w Kungälv, Uddevalli i Strömstad.
- Szpital Sahlgrenska
- Wilhelmsberg